# Frederico Gil
Frederico Gil (født 24. marts 1985 i Lissabon, Portugal) er en portugisisk tennisspiller, der blev professionel i 2003. Han har, pr. maj 2009, endnu ikke vundet nogen ATP-turneringer.